# Chaedini
Los Chaedini (forma latinizada), Chaideinoi o Khaideinoi (formas griegas) fue un pueblo germánico conocido por una única mención del geógrafo Claudio Ptolomeo, localizados al oeste de una gran isla, Escandia, en la desembocadura del río Vístula. La mayoría de investigadores coinciden que se refería y de hecho se trataba de Escandinavia.

## Historia
Anterior a la Era Vikinga hay un vacío en la historia de la región por unos centenares de años, la fuente previa más fiable del historiador romano Ptolomeo ofrece breves citas sobre Noruega y los chaedini ("gente del país"). Quizás la diferencia entre los reinos no era suficiente importante como para citarlos a todos individualmente. Anteriormente Cornelio Tácito en Germania, capítulo 44
, describe a los suiones, que estaban divididos en "civitates" (¿reinos?) a lo largo de la costa escandinava y era un pueblo con inusual flota de un tipo especial de naves: tenían extremos similares (aparentemente sin proa, ni popa) y se desplazaban por los bancos costeros con remos, por lo que no se diferenciaban mucho de los conocidos drakkar vikingos de casco trincado. Estos reinos llegaban hasta el Ártico, o por lo menos hasta regiones donde los días eran muy largos.